# Tito Genucio Augurino
Tito Genucio Augurino  fue un político y legislador romano del siglo V a. C. perteneciente a la gens Genucia. Fue miembro del primer colegio de decenviros.

## Familia
Genucio fue miembro de los Genucios Augurinos, una familia de la gens Genucia, y hermano del consular Marco Genucio Augurino. Algunos autores dudan de su autenticidad o sostienen que el nomen es una corrupción o suplantación del de los Minucios Augurinos.

## Carrera pública
Ocupó el consulado en el año 451 a. C., pero renunció cuando se decretó la creación de los decenviros a cuyo colegio se integró ese mismo año. En el año 445 a. C., durante el debate en el que se discutió la admisión de los plebeyos al consulado, Genucio recomendó la elección de seis tribunos consulares, tres patricios y tres plebeyos, para evitar disensiones y conflictos civiles. Además, propuso que se sometiese a votación la elección anual de cónsules o tribunos consulares.